# Villatuerta
Villatuerta è un comune spagnolo di 847 abitanti situato nella comunità autonoma della Navarra.